# Eupithecia fausta
Eupithecia fausta es una especie de polilla de la familia Geometridae. La especie fue descrita por primera vez por Claude Herbulot habiendo sido descrita en 1913, con distribución en Costa Rica. Un sintipo de la especie fue descrita en las faldas del Parque nacional Volcán Poás, a aproximadamente 3300 metros (10 826,8 pies) de altitud.